# Бжозувка (Верушовський повіт)
Бжозувка (пол. Brzozówka) — село в Польщі, у гміні Лубніце Верушовського повіту Лодзинського воєводства.